# Меткалф (Илиноис)
Меткалф (енгл. Metcalf) град је у америчкој савезној држави Илиноис.

## Демографија
По попису из 2010. године број становника је 189, што је 24 (-11,3%) становника мање него 2000. године.
| Група             | 2000.       | 2010.       |
| Белци             | 212 (99,5%) | 188 (99,5%) |
| Афроамериканци    | 0 (0,0%)    | 0 (0,0%)    |
| Азијати           | 0 (0,0%)    | 0 (0,0%)    |
| Хиспаноамериканци | 1 (0,5%)    | 0 (0,0%)    |
| Укупно            | 213         | 189         |